# Râul Frumușița, Băiașu
Râul Frumușița este un curs de apă, afluent al râului Băiașu.  

## Hărți
- Harta Munții Cozia [nefuncțională – arhivă]